# Steve Burtenshaw
Steve Burtenshaw, né le 23 novembre 1935 à Portslade (Angleterre) et mort le 17 février 2022 à Worthing , est un footballeur anglais, qui évolue au poste de milieu de terrain à Brighton and Hove Albion entre 1952 et 1966.
Après sa carrière de joueur, Burtenshaw devient entraîneur ce qui le conduit à diriger plusieurs clubs anglais.

## Carrière de joueur
- 1952-1966 : Brighton and Hove Albion

## Carrière d'entraîneur
- 1973-1975 : Sheffield Wednesday
- 1977 : Everton
- 1978-1979 : Queens Park Rangers
- 1986 : Arsenal